# 菅野尚一
菅野 尚一（すがの ひさいち、1871年5月10日（明治4年3月21日） - 1953年（昭和28年）6月20日）は、長府藩出身の陸軍軍人。陸軍大将正三位勲一等功三級。

## 経歴
山口県豊浦郡大字豊浦村（現下関市長府町）にて、父尚喬（旧長府藩士、陸軍主計大尉）の長男として誕生。
陸軍幼年学校を首席で卒業。1891年（明治24年）陸軍士官学校（士官候補生2期）を卒業。
陸軍少尉として日清戦争に従軍し、1899年（明治32年）12月に陸軍大学校（13期）を卒業した。歩兵少佐として日露戦争に出征。日露戦争時では大本営参謀の一人。奉天会戦にて乃木希典の第3軍の参謀も務める。
1917年（大正6年）には石井・ランシング協定締結の際に、石井菊次郎大使付きの首席武官として竹下勇海軍大将（当時中将）と共にアメリカへ随行。竹下勇大将の取り成しで、セオドア・ルーズベルト元大統領と親交を結ぶ。
後、軍務局長、第20師団長、台湾軍司令官、軍事参議官などを歴任。台湾軍司令官時代に、当時としては最年少で大将に就任。
教育総監就任目前で上原勇作らの反長州閥派の妨害に遭い、陸軍を退陣する。代わりに就任したのは武藤信義である。以後は、公の場には一切顔を出さなかった。1947年（昭和22年）11月28日、公職追放仮指定を受けた。
1953年（昭和28年）に、故郷山口にて世を去る。

## 年譜
- 1889年（明治22年）7月 - 陸軍幼年学校卒業
- 1891年（明治24年）7月 - 陸軍士官学校卒業（2期）
- 1892年（明治25年）3月 - 歩兵少尉任官・歩兵第11連隊付
- 1894年（明治27年）6月 - 日清戦争出征（- 10月）
  - 12月 - 歩兵中尉
- 1895年（明治28年）2月 - 陸軍中央幼年学校生徒隊付
- 1898年（明治31年）10月 - 歩兵大尉
- 1899年（明治32年）12月 - 陸軍大学校卒業（13期）・歩兵第11連隊中隊長
- 1900年（明治33年）6月 - 臨時清国派遣隊歩兵大隊付
  - 11月 - 第5師団兵站部参謀
- 1901年（明治34年）5月 - 清国駐屯守備隊参謀
- 1902年（明治35年）2月 - 参謀本部員（動員班）
- 1903年（明治36年）12月 - 歩兵少佐・歩兵第14連隊付
- 1904年（明治37年）2月 - 歩兵第14連隊補充大隊長・日露戦争出征
  - 6月 - 大本営参謀
- 1905年（明治38年）1月 - 第3軍参謀
  - 9月 - 満州軍参謀
  - 12月 - 参謀本部員
- 1906年（明治39年）3月 - イギリス駐在
- 1907年（明治40年）11月 - 歩兵中佐
- 1908年（明治41年）1月 - 教育総監部参謀
  - 12月 - 陸軍省副官
- 1909年（明治42年）8月 - 軍務局課員
- 1910年（明治43年）11月 - 歩兵大佐・軍務局歩兵課長
- 1914年（大正3年）8月 - 陸軍省副官
- 1915年（大正4年）8月 - 陸軍少将・教育総監部付（臨時軍事調査委員長）
- 1917年（大正6年）7月 - 石井特命全権大使随行（米国出張、- 11月）
- 1918年（大正7年）7月 - 歩兵第29旅団長
  - 12月 - 軍務局長
- 1919年（大正8年）7月 - 陸軍中将
- 1922年（大正11年）2月 - 第20師団長
- 1924年（大正13年）8月 - 台湾軍司令官
- 1925年（大正14年）8月 - 陸軍大将
- 1926年（大正15年）7月 - 軍事参議官
- 1927年（昭和2年）12月 - 予備役
- 1937年（昭和12年）12月 - 後備役

## 栄典
位階
- 1892年（明治25年）7月6日 - 正八位[2]
- 1895年（明治28年）2月28日 - 従七位[3]
- 1898年（明治31年）12月22日 - 正七位[4]
- 1904年（明治37年）3月18日 - 従六位[5]
- 1907年（明治40年）12月27日 - 正六位[6]
- 1911年（明治44年）2月10日 - 従五位[7]
- 1915年（大正4年）9月10日 - 正五位[8]
- 1919年（大正8年）9月10日 - 従四位[9]
- 1922年（大正11年）2月28日 - 正四位[10]
- 1925年（大正14年）3月31日 - 従三位[11]
- 1928年（昭和3年）1月14日 - 正三位[12]

勲章等
- 1895年（明治28年）10月31日 - 勲六等単光旭日章[13]
- 1901年（明治34年）10月1日 - 勲五等双光旭日章・功五級金鵄勲章[14]
- 1902年（明治35年）5月10日 - 明治三十三年従軍記章[15]
- 1911年（明治44年）6月13日 - 勲三等旭日中綬章[16]
- 1912年（大正元年）8月1日 - 韓国併合記念章[17]
- 1919年（大正8年）8月25日 - 勲二等瑞宝章[18]
- 1920年（大正9年）11月1日 - 勲一等旭日大綬章・大正三年乃至九年戦役従軍記章[19]
- 1921年（大正10年）7月1日 - 第一回国勢調査記念章[20]

外国勲章佩用允許
- 1903年（明治36年）
  - 12月25日 - イタリア王国：王冠第四等勲章[21]
  - 12月25日 - プロイセン王国：王冠第三等勲章[22]

## 親族
- 弟 菅野謙吾（陸軍大佐）
- 長男 菅野良（妻の父・渡辺好延陸軍少将）[23]
- 次男 菅野誠（妻の父・広田弘毅第32代内閣総理大臣）[24]
- 四男 菅野弘（妻の父・児玉常雄陸軍大佐）
- 五男 菅野五郎（神戸製鋼所取締役）[25]
- 七男 村上七郎（関西テレビ放送社長）[25]